# Poa mannii
Poa mannii là một loài cỏ trong họ hòa thảo, thuộc chi poa.